# 梁召镇
梁召镇，是中华人民共和国河北省沧州市任丘市下辖的一个乡镇级行政单位。

## 行政区划
梁召镇下辖以下地区：
梁召村、唐召村、娄子村、东芦村、北芦村、南梁召村、南芦张村、西芦张村、庄上村、西段村、东段村、梁辛庄村、正洛村、大江村、北江村、辛安庄村、闫家务村、东江村、王仙庄村、北丁务村、南丁务村、老各庄村和梁各庄村。